# For Your Love (single van The Yardbirds)
For Your Love is een liedje dat is geschreven door Graham Gouldman. Het verscheen in februari 1965 als single van de Britse popgroep The Yardbirds en was het eerste grote succes voor de groep.

## Het nummer
Toen Graham Gouldman het nummer schreef, werkte hij overdag in een kledingzaak en speelde hij ’s avonds in de semi-professionele band The Mockingbirds. Hij schreef het dan ook voor zijn groep, maar de platenmaatschappij waar die onder contract stond, zag er niets in. Er was inmiddels wel een demo van het liedje en Harvey Lisberg, de manager van The Mockingbirds, probeerde die in handen van The Beatles te spelen. In plaats daarvan kwam de demo in handen van The Yardbirds, die toen in dezelfde show optraden.
Het grootste deel van The Yardbirds en hun manager Giorgio Gomelsky waren enthousiast over het nummer en namen het direct op. Voor de opname werden Brian Auger (orgel), Denny Pierce (bongo’s) en Ron Prentice (contrabas) ingehuurd. Toen Brian Auger tot de conclusie kwam dat er helemaal geen orgel in de opnamestudio (de IBC Studios in Londen) aanwezig was, maar toevallig wel een klavecimbel, nam hij dat maar. Na afloop dacht hij: Een popnummer met een klavecimbel, dat kan nooit wat worden. Hij zag het verkeerd, want For Your Love werd een van de grootste successen voor The Yardbirds.
Een van de leden van de groep was echter niet enthousiast over het nummer. Dat was Eric Clapton. Die was niet gelukkig met de overstap van de groep van rhythm-and-blues op commerciële popmuziek, waarvan dit nummer een duidelijke exponent was. Twee maanden na het uitkomen van For Your Love stapte hij over naar John Mayall's Bluesbreakers.
Got to Hurry, de B-kant van For Your Love, was een instrumentaal nummer met een prominente rol voor de gitaar van Eric Clapton.
In juni 1965 kwam het eerste Amerikaanse album van The Yardbirds uit, eveneens getiteld For Your Love. For Your Love was het eerste nummer daarop.

## Hitnoteringen
For Your Love was een wereldwijde hit, zoals uit het volgende staatje blijkt:
| Land                                          | Hoogste notering |
| --------------------------------------------- | ---------------- |
| Verenigd Koninkrijk (UK Singles Chart)        | 3                |
| Verenigde Staten (Billboard Hot 100)          | 6                |
| Canada (RPM Charts)                           | 1                |
| Ierland (Irish Singles Chart)                 | 10               |
| Bondsrepubliek Duitsland (Musikmarkt Top 100) | 21               |
| Nederland (Nederlandse Top 40)                | 23               |

### NPO Radio 2 Top 2000
| Nummer met noteringen in de NPO Radio 2 Top 2000 | '00 | '01 | '02 | '03  | '04  | '05  | '06  | '07  | '08  | '09  | '10  | '11  |
| ------------------------------------------------ | --- | --- | --- | ---- | ---- | ---- | ---- | ---- | ---- | ---- | ---- | ---- |
| For Your Love                                    | 855 | 830 | 946 | 1264 | 1354 | 1617 | 1761 | 1460 | 1450 | 1487 | 1735 | 1846 |

1. ↑  Een vetgedrukt getal geeft de hoogste notering aan.
2. ↑  2000 was het eerste jaar met een notering voor dit nummer.
3. ↑  Deze tabel is bijgewerkt tot en met de laatste editie (2024).

## Coverversies
- Fleetwood Mac nam het nummer op voor het album Mystery to Me uit 1973. Het nummer kwam ook uit als single, maar haalde de hitparades niet.
- Gary Lewis & the Playboys zetten het nummer op hun album A Session with Gary Lewis & the Playboys uit 1965.
- Graham Gouldman, de schrijver van het nummer, nam het ook zelf op en bracht het in 1968 uit als achterkant van de single Pamela, Pamela.[5] In 1989 bracht hij een liveversie uit op een ep, samen met Wherever You Are, Right between the Eyes en Lonely Boy. Op Clever Clogs van 10cc, dat in feite een solo-album van Gouldman is, staat een nieuw opgenomen versie.
- Het nummer staat op het album Herman's Hermits on Tour van Herman's Hermits uit 1965.
- Humble Pie bracht het nummer in 1969 vaak live tijdens optredens. Eén versie staat op het album Live at the Whiskey A-Go-Go '69.
- Led Zeppelin voerde het nummer in 1968 en 1969 ook vaak live uit. Het nummer is nooit op een officieel album verschenen; er bestaan wel bootlegs van.
- Nils Lofgren nam het nummer op voor zijn album Cry Tough uit 1976.

Het lied is te horen in de films Fear and Loathing in Las Vegas' uit 1998 en The Boat That Rocked uit 2009.